# Ich folgte einem Zombie
Ich folgte einem Zombie (Originaltitel: I Walked with a Zombie) ist ein in Schwarzweiß gedrehter US-amerikanischer Spielfilm von Jacques Tourneur aus dem Jahr 1943. Er entstand im Rahmen des von Val Lewton für das Studio RKO produzierten Horrorfilm-Zyklus.
Eine junge Krankenschwester nimmt eine Stelle als Pflegerin auf einer westindischen Insel an. Nach und nach entdeckt sie, dass ihre apathische Patientin das Opfer eines Voodoo-Kultes geworden ist.

## Handlung
Die junge kanadische Krankenschwester Betsy kommt auf die westindische Insel Sankt Sebastian, um Jessica Holland, die Frau des Plantagenbesitzers Paul Holland, zu pflegen. Auf dem Anwesen der Hollands leben neben Paul und seiner kranken Frau auch Pauls Mutter Mrs. Rand und sein impulsiver, alkoholsüchtiger Halbbruder Wesley. Jessica Holland verharrt in einer vollkommenen Trance, ein Zustand, der nach Meinung des Hausarztes Dr. Maxwell auf ein unheilbares Tropenfieber zurückzuführen ist. Paul erklärt Betsy, er trage die Schuld an Jessicas Zustand, jedoch ohne eine Erklärung für seine Behauptung zu geben.
Betsy verliebt sich in ihren Arbeitgeber, unter dessen Unnahbarkeit sie eine tiefe Verletzlichkeit spürt. Aus Liebe zu ihm versucht sie Jessica zu heilen, doch die von ihr und Dr. Maxwell angewandten Insulinschocks bleiben erfolglos. Die afroamerikanische Hausangestellte Alma schlägt Betsy vor, die Kranke von einem Voodoo-Priester heilen zu lassen. Auf der Insel lebt nämlich auch eine große afrokaribische Bevölkerung, die einst auf den Zuckerplantagen der Familie Holland als Sklaven arbeiteten. Betsy überlegt, dass das Ritual einen heilsamen Schock bei Jessica auslösen könnte, und sucht den Ort der Zeremonien auf. Dort entdeckt sie, dass ein Voodoo-Priester niemand anderes als Pauls Mutter Mrs. Rand ist, die damit nach eigenen Angaben in Absprache mit dem Houngan medizinische und hygienische Standards auf der Insel durchsetzen will. Mrs. Rand erklärt, dass Jessica nicht geheilt werden könne, und so bringt Betsy sie zum Anwesen zurück.
Paul und Betsy gestehen sich inzwischen ihre Liebe, doch Paul ist verunsichert, ob er eine neue Beziehung eingehen möchte, da er sich aufgrund der unglücklich verlaufenen Ehe mit Jessica die Schuld an ihrer Krankheit gibt. Durch die Verdächtigungen von Wesley gegenüber seinem Bruder droht Paul eine offizielle Untersuchung, ob er für die Erkrankung von Betsy verantwortlich ist. Da erklärt Mrs. Rand, dass sie selbst mittels Voodoo-Praktiken Jessicas Zustand herbeigeführt habe, weil Jessica eine Affäre mit Pauls Halbbruder Wesley hatte und Paul verlassen wollte. Sie wollte damit die Familie zusammenhalten. Während Paul und Dr. Maxwell weiterhin an rationalen Erklärungen für Jessicas Zustand festhalten, glaubt Wesley seiner Mutter und wirkt zunehmend psychisch angeschlagen.
Die an Voodoo glaubenden Afrokariber auf der Insel sind beunruhigt, da für sie Jessica eine lebende Untote, einen Zombie, darstellt, der endgültig getötet werden muss. Die Intensität der Rituale nimmt erneut zu, bei dem einer der Teilnehmer eine Jessica symbolisierende Puppe mit einer Nadel durchsticht. Zeitgleich bricht Wesley einen Pfeil von einer Statue, die einst die Galionsfigur eines Sklavenschiffs der Hollands war, ersticht Jessica und trägt die Tote ins Meer hinaus. Die Einheimischen finden die Leichname Wesleys und Jessicas und tragen sie zurück zum Anwesen der Hollands. Betsy und Paul trösten einander.

## Produktion
Ich folgte einem Zombie war Val Lewtons zweiter Horrorfilm für RKO nach dem Überraschungserfolg Katzenmenschen (1942). Das Drehbuch basierte zum Teil auf einem Artikel von Inez Wallace in American Weekly, bediente sich aber auch Motiven aus Jane Eyre.
Ich folgte einem Zombie hatte am 21. April 1943 Weltpremiere in New York City und lief ab dem 30. April 1943 regulär in den US-Kinos. In Deutschland wurde der Film nicht im Kino gezeigt, sondern erstmals am 10. Juli 1974 im Fernsehen ausgestrahlt.

## Kritiken
Nach der Uraufführung bezeichnete die New York Times Ich folgte einem Zombie als „stumpfsinnige, abstoßende Übertreibung einer ungesunden, abnormalen Einstellung zum Leben“. Das Urteil des Branchenfachblatts Variety fiel nur wenig besser aus: „Der Film enthält ein paar furchteinflößende Stellen, quillt aber ansonsten über mit banalen Dialogen und schwerfälligen darstellerischen Leistungen.“
In späteren Jahren revidierte die englischsprachige Kritik ihr Urteil und bezeichnete den Film als „intelligent“ (William K. Everson), „außergewöhnlich“ (Leonard Maltin) und als „den elegantesten“ in Lewtons RKO-Horrorzyklus (Tom Milne).
Auch bei der deutschen Filmkritik gilt Tourneurs Film als Klassiker. Für das Lexikon des internationalen Films ist Ich folgte einem Zombie ein Meilenstein seines Genres: „Ein subtiler Klassiker des Horrorfilms, der sich durch seine atmosphärische Dichte und das meisterliche Spiel mit Licht und Schatten auszeichnet. Tourneur versteht es, die Spannung geschickt zu steigern und das alptraumhafte Klima einer ständigen Bedrohung durch seine symbolhafte Bildsprache heraufzubeschwören. Ein Film, der stilbildend auf sein Genre eingewirkt hat.“ prisma schrieb: „Wenn man überhaupt einen Horrorfilm als ‚schön‘ bezeichnen kann, dann Ich folgte einem Zombie mit seinen wunderbaren geisterhaften Bildmotiven und seiner atmosphärischen Genauigkeit.“
Filmwissenschaftler Norbert Grob bemerkte zur Atmosphäre des Films: „Von Beginn an strahlt I Walked with a Zombie eine seltsam schicksalsergebene, düstere Stimmung aus. Die Figuren scheinen es zu genießen, im Vergangenen zu verharren, untergangs- und todesverliebt. […] Horror entsteht bei Tourneur niemals durch Spielerei mit Gefahr, Furcht, Schock, eher durch Andeutungen auf eine parallele Welt, die zutiefst einwirkt auf die Ereignisse des Alltags.“ Der Schriftsteller Stephen King bescheinigte dem Film zwar einen „großartigen Titel“, bezeichnete ihn jedoch als „nicht ganz so großartigen Streifen“.

## Nachwirkung
2001 erschien ein Remake unter dem Namen Das Ritual – Im Bann des Bösen, welches jedoch den Erfolg des Originals nicht wiederholen konnte.
Die Rockband Wednesday 13 und der Sänger Roky Erickson veröffentlichten Songs mit dem Titel I Walked with a Zombie.
Mit dem Film feierte auch der Fort Holland Calypso Song seine Premiere, wo der Originalsänger Sir Lancelot an zwei verschiedenen Stellen jeweils eine Hälfte des Liedes vorträgt. Rund 20 Jahre später wurde eine neue Fassung mit komödiantischem Text anstelle des wesentlich düstereren Originals zu einem vielfach aufgenommenen Evergreen des Calypso-Genres; im deutschsprachigen Raum war insbesondere Shawn Elliotts Interpretation unter dem Titel Shame and Scandal in the Family kommerziell sehr erfolgreich.

## DVD-Veröffentlichungen
Ich folgte einem Zombie ist in der 2005 in den USA erschienenen (und 2008 neu aufgelegten) DVD-Box The Val Lewton Horror Collection enthalten. In Deutschland erschien der Film 1999 auf VHS-Videokassette. 2012 veröffentlichte Arthaus den Film auf DVD im Rahmen der Arthaus Retrospektive Reihe.